# 夏の省エネ総点検の日
夏の省エネ総点検の日（なつのしょうエネそうてんけんのひ）とは、国民の省エネルギーに対する一層の理解を得るべく重点的な普及広報活動を行う記念日。

## 制定
1990年（平成2年）6月28日に省エネルギー・省資源対策推進会議により制定された。毎年8月1日。これは、8月～9月は消費電力が年間最大となりやすく、特に8月下旬に瞬間的な最大電力を記録する傾向があることから8月の初日に設定されたものである。

## イベント
この日を中心に、省エネルギー意識の啓発のための各種行事が実施されている。